# Honda Accord (8. generation)
Honda Accord er en bilmodel fra Honda. Ottende generation kom på markedet i 2008 og forsatte frem til 2015.
Modellen findes både som 4-dørs sedan og som 5-dørs stationcar. Motorprogrammet tæller to benzinmotorer på 2,0 og 2,4 liter med hhv. 156 og 201 hk samt en dieselmotor på 2,2 liter med 150 hk. I Nordamerika findes den også som 2-dørs coupé.
Den faceliftede model, som blev præsenteret i 2011, er kendetegnet ved bl.a en let ændret front. Modellen findes også som Type S i 2 versioner: 2,2 liter diesel (180 hk) og 2,4 liter benzin, hvor honda holder fast i sugemotoren på 201 hk. Type S kan udefra kendes på større hjul (18¨) ændrede skørter og spoilere, mens den indendøre er udstyret med sportsæder, alupedaler og anden baggrund på speedometer m.v. (kilde: www.honda.dk)

## Billeder
- Europæisk Honda Accord sedan
- Europæisk Honda Accord Tourer
- Amerikansk Honda Accord sedan
- Amerikansk Honda Accord coupé

## Tekniske specifikationer[B 1]
| Model                           | Cylindre | Ventiler | Slag- volume | Effekt | Effekt | Effekt | Drejnings- moment | Drejnings- moment | 0-100- km/t | Top- fart | Årgang(e) | Årgang(e) |
| Model                           | Cylindre | Ventiler | cm³          | kW     | hk     | omdr.  | Nm                | omdr.             | sek.        | km/t      | fra       | til       |
| ------------------------------- | -------- | -------- | ------------ | ------ | ------ | ------ | ----------------- | ----------------- | ----------- | --------- | --------- | --------- |
| Accord-modeller med benzinmotor |          |          |              |        |        |        |                   |                   |             |           |           |           |
| 2.0 i-VTEC                      | 4        | 16       | 1997         | 115    | 156    | 6300   | 192               | 4100              | 9,3         | 215       | 2008      | 2015      |
| 2.4 i-VTEC                      | 4        | 16       | 2354         | 148    | 201    | 7000   | 234               | 4300              | 8,1         | 227       | 2008      | 2015      |
| Accord-modeller med dieselmotor |          |          |              |        |        |        |                   |                   |             |           |           |           |
| 2.2 i-DTEC                      | 4        | 16       | 2199         | 110    | 150    | 4000   | 350               | 2000              | 9,7         | 212       | 2008      | 2015      |

## Fodnoter
1. 1 2  Værdierne er de samme for sedan og Tourer.
2. 1 2  2.4 i-VTEC aut.: 230 Nm ved 4200/min.